# Fernandes Sustainer
Il Fernandes Sustainer è un pickup per chitarra elettrica brevettato dalla casa nipponico-statunitense Fernandes.
Mediante induzione di un campo elettromagnetico, il pickup consente di generare nelle corde dello strumento una vibrazione autonoma che si traduce in un sustain di durata indefinita.
Il principio di funzionamento è analogo a quello dell'EBow – prodotto sin dalla fine degli anni settanta – ma, a differenza di quest'ultimo, il dispositivo è incorporato nella chitarra stessa, si attiva a piacere tramite un interruttore dedicato montato anch'esso sullo strumento e teoricamente può agire anche su più corde contemporaneamente.
Sino all'avvento di questo sistema, l'unico modo per generare un sustain continuo era innescare un effetto Larsen tra strumento e amplificazione, sia a distanza (per trasmissione con le onde sonore) sia per trasmissione diretta (contatto fisico tra strumento ed amplificatore), in entrambi i casi aiutandosi con effetti elettronici come la compressione del livello audio.
Fra i chitarristi professionisti che hanno adottato il Fernandes Sustainer vi sono: Ed'O Brien, Steve Lukather, Steve Vai, Matthew Bellamy, The Edge, Steve Hackett, Robert Fripp, Adrian Belew e Kerry King. Tutti i suddetti musicisti utilizzano chitarre appositamente modificate per incorporare il pickup e i relativi comandi; alcune di queste sono prodotte dalla stessa Fernandes.